# 石川和秀

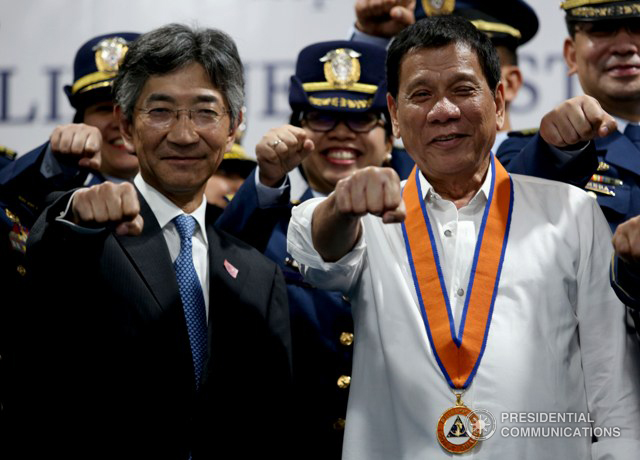
フィリピンの大統領であるロドリゴ・ドゥテルテ（右）とともに式典に出た石川（左）。2016年10月撮影。

石川 和秀（いしかわ かずひで、1955年 - ）は、日本の外交官。外務省南部アジア部長、駐フィリピン特命全権大使を経て、2017年から政府代表、関西担当特命全権大使。

## 人物・経歴
東京都生まれ。1980年東京大学教養学部を卒業、外務省入省。経済協力局政策課企画官、経済局国際機関第二課長、総合外交政策局企画課長、在タイ日本国大使館公使、在アメリカ合衆国日本国大使館公使、総合外交政策局総務課長、内閣官房内閣参事官等を経て、2008年外務省アジア大洋州局審議官。2009年デトロイト総領事。2010年在アメリカ合衆国日本国大使館特命全権公使。2012年外務省アジア大洋州局南部アジア部長。2014年から駐フィリピン特命全権大使として2025年万国博覧会の大阪招致構想実現のためのフィリピン政府への働きかけなどのために動き、2017年からは政府代表、特命全権大使（関西担当）。2019年大成建設顧問、日本国際問題研究所客員研究員。

## 同期入省
- 末松義規（12年内閣府副大臣・96年衆議院議員）
- 石井正文（17年インドネシア大使・13年国際法局長）
- 大村昌弘（17年フィジー大使）
- 川村裕（20年ノルウェー大使・18沖縄大使・14年コートジボワール大使）
- 越川和彦（16年JICA副理事長・14年スペイン大使・12年官房長）
- 鈴鹿光次（16年アフガニスタン大使）
- 鈴木康久（18年ニカラグア大使・16年レオン総領事）
- 山田文比古（08年東京外国語大学教授）
- 片上慶一（17年イタリア大使・16年外務審議官（経済担当））
- 北野充（14年ウィーン代表部大使・12年軍縮不拡散・科学部長・19年アイルランド大使）
- 藤原聖也（14年アルジェリア大使）
- 山崎純（18年シンガポール大使・15年スウェーデン大使・14年儀典長）
- 渡邉正人（17年ブルガリア大使・15年バングラデシュ大使）
- 堀之内秀久（19年オランダ大使・16年カンボジア大使・14年ロサンゼルス総領事）
- 野田仁（18年ルーマニア大使・15年エクアドル大使）
- 髙橋礼一郎（18年オーストラリア大使・15年ニューヨーク総領事・11年アフガニスタン大使）
- 葉室和親（12年トンガ大使）
- 井出敬二（17年北極担当大使・13年クロアチア大使）
- 小原雅博（15年東京大学法学部教授・13年上海総領事）
- 須永和男（19年カタール大使・16年ASEAN大使）
- 姫野勉（17年ガーナ大使）
- 平石好伸（17年チリ大使・14年ジンバブエ大使）
- 水谷章（19年オーストリア大使・17年立命館アジア太平洋大学教授）
- 齊藤貢（18年イラン大使・15年オマーン大使）